# Camptochaeta tenuipalpalis
Camptochaeta tenuipalpalis är en tvåvingeart som först beskrevs av Werner Mohrig och Evgenia Antonova 1978.  Camptochaeta tenuipalpalis ingår i släktet Camptochaeta, och familjen sorgmyggor. Arten är reproducerande i Sverige.